# Muhammad Ridhuan
Muhammad Ridhuan bin Mohammed (ur. 6 maja 1984 w Singapurze) – singapurski piłkarz grający na pozycji prawego pomocnika.

## Kariera klubowa
Swoją karierę piłkarską Ridhuan rozpoczął w klubie Young Lions. W 2003 roku zadebiutował w jego barwach w S-League. Występował w nim przez cztery sezony. Dwukrotnie, w 2004 i 2006 roku, zajął z nim 3. miejsce w lidze. W 2007 roku odszedł do Tampines Rovers. W sezonie 2009 wywalczył z nim wicemistrzostwo Singapuru.
W 2009 roku Ridhuan został zawodnikiem indonezyjskiego klubu Arema Malang. W Indonesia Super League zadebiutował 11 października 2009 w wygranym 1:0 domowym meczu z Persiją Dżakarta. W sezonie 2009/2010 wywalczył z Aremą Malang tytuł mistrza Indonezji. W sezonie 2010/2011 został z tym klubem wicemistrzem Indonezji.
W maju 2013 roku Ridhuan przeszedł na zasadzie wypożyczenia do Putry Samarinda. Swój debiut w tym klubie zaliczył 21 maja 2013 w zremisowanym 1:1 wyjazdowym meczu z zespołem Persiba Balikpapan. W Putrze grał do końca 2013 roku.
Na początku 2014 roku Ridhuan wrócił do Singapuru i podpisał kontrakt z klubem Geylang International. Swój debiut w nim zanotował 23 lutego 2014 w przegranym 1:2 wyjazdowym meczu z Warriors FC. Po roku gry w Geylang International Ridhuan wrócił do Tampines Rovers.
| Sezon   | Klub                  | Kraj      | Rozgrywki              | Mecze | Gole |
| ------- | --------------------- | --------- | ---------------------- | ----- | ---- |
| 2003    | Young Lions           | Singapur  | S-League               | 20    | 2    |
| 2004    | Young Lions           | Singapur  | S-League               | 19    | 2    |
| 2005    | Young Lions           | Singapur  | S-League               | 12    | 0    |
| 2006    | Young Lions           | Singapur  | S-League               | 28    | 2    |
| 2007    | Tampines Rovers       | Singapur  | S-League               | 25    | 5    |
| 2008    | Tampines Rovers       | Singapur  | S-League               | 31    | 2    |
| 2009    | Tampines Rovers       | Singapur  | S-League               | 21    | 3    |
| 2009/10 | Arema Malang          | Indonezja | Indonesia Super League | 33    | 5    |
| 2010/11 | Arema Malang          | Indonezja | Indonesia Super League | 22    | 7    |
| 2011/12 | Arema Malang          | Indonezja | Indonesia Super League | 15    | 4    |
| 2013    | Arema Malang          | Indonezja | Indonesia Super League | 5     | 0    |
| 2013    | Putra Samarinda       | Indonezja | Indonesia Super League | 11    | 0    |
| 2014    | Geylang International | Singapur  | S-League               | 27    | 3    |
| 2015    | Tampines Rovers       | Singapur  | S-League               | 19    | 2    |

## Kariera reprezentacyjna
W reprezentacji Singapuru Ridhuan zadebiutował 19 listopada 2003 roku w przegranym 0:2 meczu eliminacji do Pucharu Azji 2004 z Katarem. W 2004 roku był w kadrze Singapuru na Puchar Tygrysa 2004, który Singapur wygrał. Z kolei w 2007 roku wygrał z Singapurem ASEAN Football Championship 2007. W 2010 roku wystąpił w AFF Suzuki Cup 2010.